# Paseka (Borová Lada)
Paseka (německy Passeken) je osada, část obce Borová Lada v okrese Prachatice v Jihočeském kraji. Nachází se šest kilometrů severně od Borových Lad. Jsou zde evidovány čtyři adresy. V roce 2011 zde trvale nikdo nežil. Současné osídlení je jen zbytkem dřívější vesnice – v roce 1930 zde žilo 241 obyvatel.
Paseka leží v katastrálním území Paseka u Borových Lad o rozloze 11,29 km².

## Historie
První písemná zmínka o vesnici pochází z roku 1760.

## Obyvatelstvo
| Rok            | 1869 | 1880 | 1890 | 1900 | 1910 | 1921 | 1930 | 1950 | 1961 | 1970 | 1980 | 1991 | 2001 | 2011 | 2021 |
| -------------- | ---- | ---- | ---- | ---- | ---- | ---- | ---- | ---- | ---- | ---- | ---- | ---- | ---- | ---- | ---- |
| Počet obyvatel | 179  | 265  | 259  | 254  | 277  | 280  | 241  | 18   | 19   | 3    | 1    | 0    | 0    | 0    | 0    |
| Počet domů     | 19   | 24   | 26   | 28   | 32   | 36   | 41   | 45   | 45   | 1    | 1    | 0    | 3    | 4    | 4    |

## Pamětihodnosti
- Přírodní rezervace Najmanka
- Přírodní památka Pasecká slať

## Další fotografie

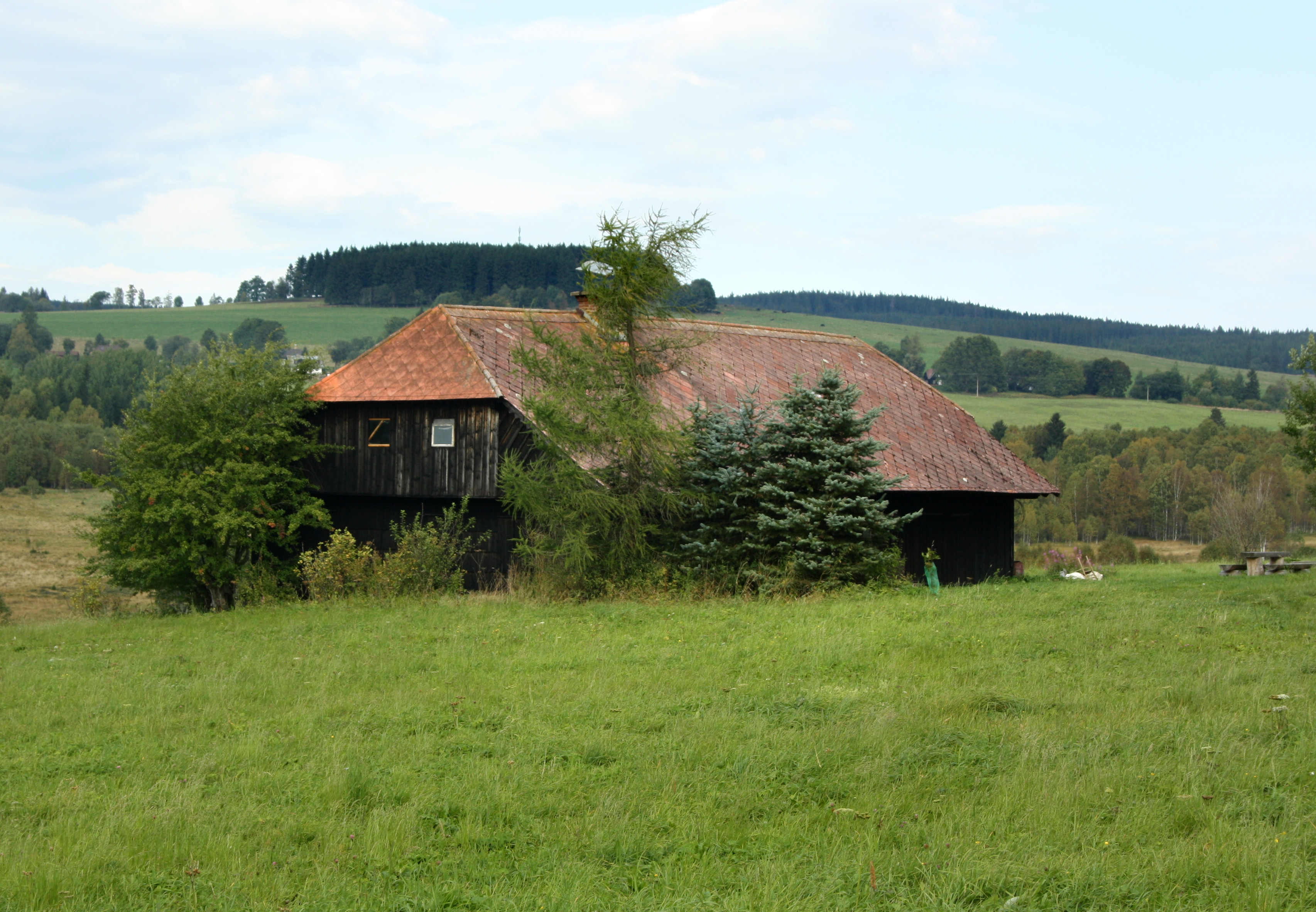
Osamělá chalupa
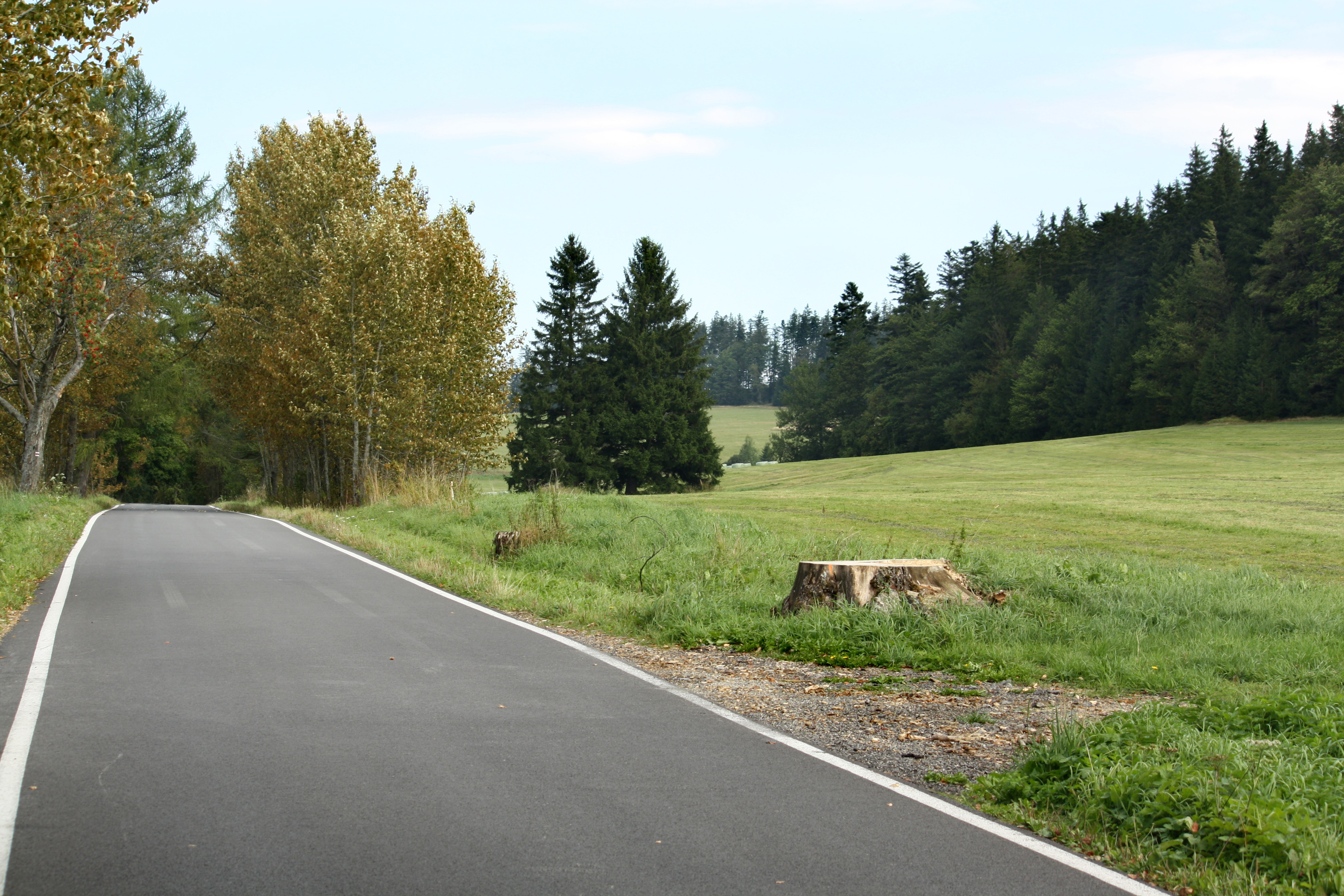
Silnice v Pasece